# Kunfehértó
Kunfehértó este un sat în districtul Kiskunhalas, județul Bács-Kiskun, Ungaria, având o populație de 2.166 de locuitori (2011). 

## Demografie
Componența etnică a satului Kunfehértó
     Maghiari (95,8%)
     Germani (1,8%)
     Necunoscut (1,04%)
     Alții (1,36%)
Componența confesională a satului Kunfehértó
     Fără religie (33,89%)
     Romano-catolici (29,46%)
     Reformați (5,59%)
     Necunoscută (29,46%)
     Alte religii (2,08%)
Conform recensământului din 2011, satul Kunfehértó avea 2.166 de locuitori. Din punct de vedere etnic, majoritatea locuitorilor (95,8%) erau maghiari, cu o minoritate de germani (1,8%). Apartenența etnică nu este cunoscută în cazul a 1,04% din locuitori. Nu există o religie majoritară, locuitorii fiind persoane fără religie (33,89%), romano-catolici (29,46%) și reformați (5,59%). Pentru 29,46% din locuitori nu este cunoscută apartenența confesională.